# Tav
Tav (ת) är den tjugoandra och sista bokstaven i det hebreiska alfabetet.
ת har siffervärdet 400.